# Eresina bergeri
Eresina bergeri är en fjärilsart som beskrevs av Stampffer 1956. Eresina bergeri ingår i släktet Eresina och familjen juvelvingar. Inga underarter finns listade i Catalogue of Life.